# Compuesto iónico

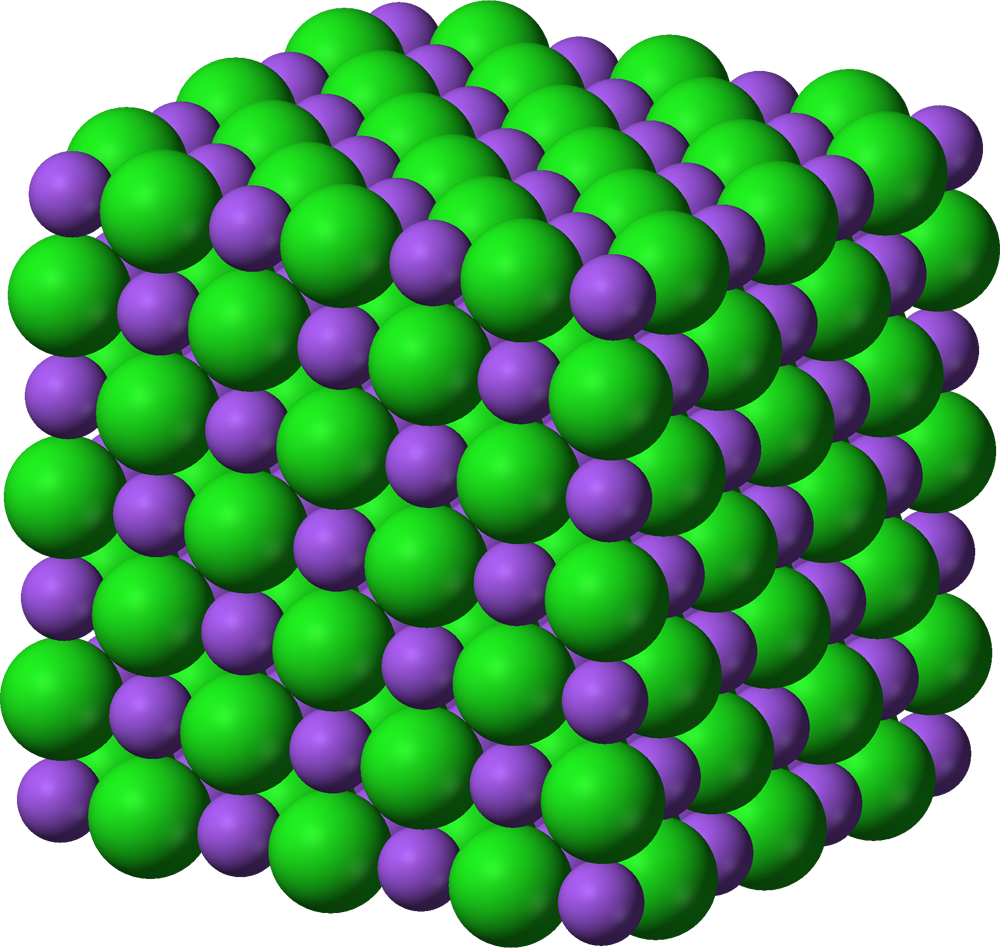
Estructura de un cristal de cloruro de sodio, un típico ejemplo de un compuesto iónico. Las esferas púrpuras son cationes de sodio, y las esferas verdes son aniones de cloruro.

Un compuesto iónico es un compuesto químico formado por dos sustancias con una diferencia significativa en sus electronegatividades. Se forma preferentemente cuando metales de los grupos I A y II A se unen con los no metales de los grupos VI A y VII A. Los compuestos iónicos tienen las propiedades siguientes:
- A temperatura ambiente (25 °C) son sólidos cristalinos, duros y frágiles.
- Poseen altos puntos de fusión.
- En estado anhidro no conducen la corriente eléctrica, pero cuando se calientan al estado de fusión (si no se descomponen), sí la conducen.
- Muchos compuestos iónicos se disuelven en disolventes muy polares (como el agua) y, cuando lo hacen, la solución es eléctricamente conductora.
- Los compuestos covalentes, a diferencia de los iónicos, a temperatura ambiente pueden ser sólidos, líquidos o gases. Generalmente, debido a la naturaleza de enlace, los compuestos covalentes tienen propiedades diferentes a los compuestos iónicos, siempre y cuando no se disocien o ionicen en H2O como es el caso de los ácidos fuertes.

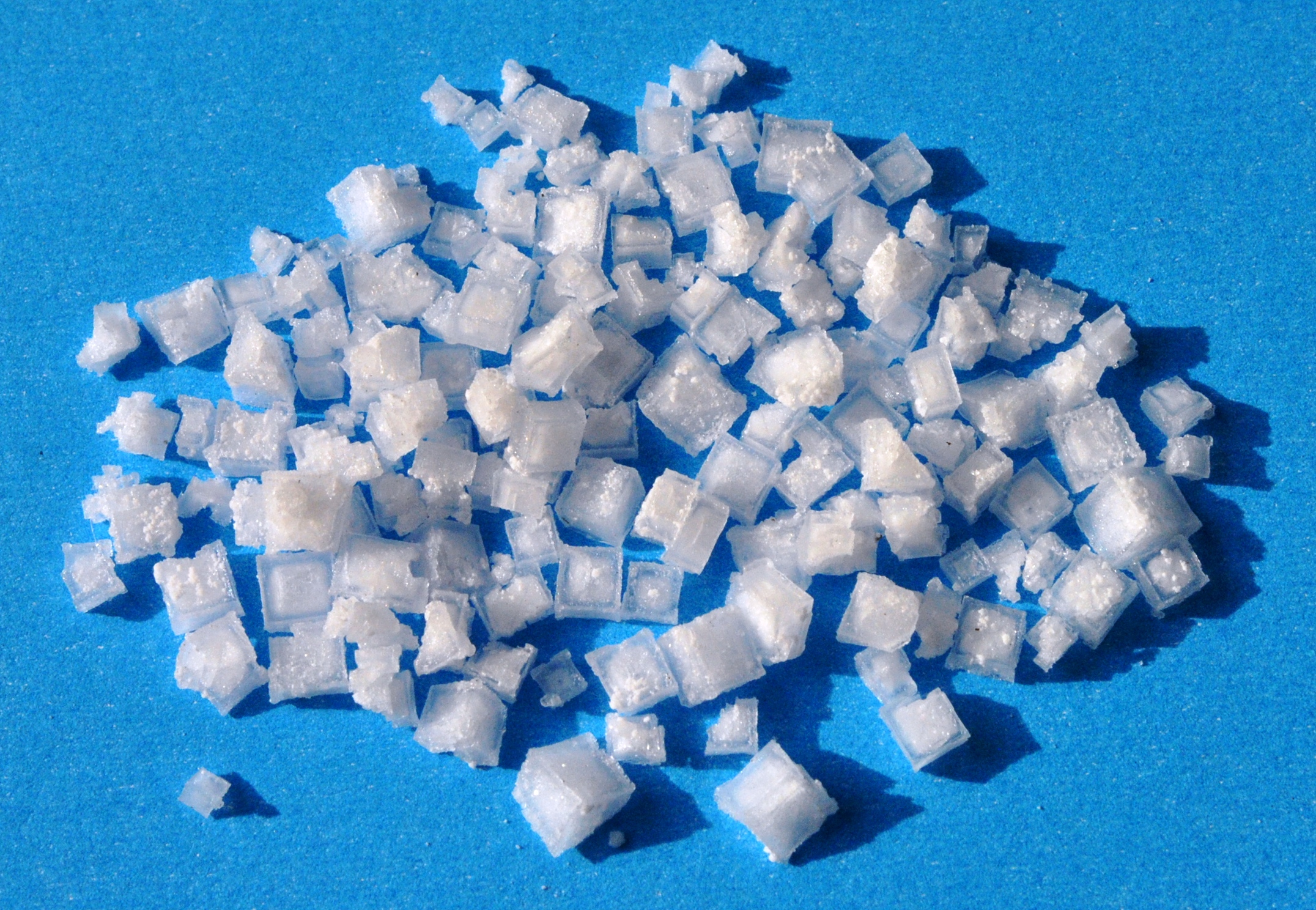
Cristales de cloruro de sodio.

## Ejemplo
Un ejemplo de un compuesto iónico es NaCl (sal de mesa) o GaCl3 (cloruro de galio). Cuando se forma un compuesto iónico, el elemento que tiene mayor electronegatividad (en este caso Cl) tratará de quitarle electrones al otro con menor electronegatividad (Na) y se convertirán en anión (Cl-) y catión (Na+), respectivamente. Los electrones quedan "prestados" en la última órbita del Cl y al mismo tiempo en la del Na, haciendo que el Cl complete su octeto (8 electrones, en su última capa), cumpliendo con la regla del octeto o estructura de Lewis.
Cuando se combinan átomos de elementos metálicos (de bajo potencial de ionización, por lo que es fácil arrancarles electrones) con átomos de elementos no metálicos (de alta afinidad electrónica, por lo que ganan electrones con facilidad) el camino que suelen seguir estos átomos para completar su última capa es que el átomo del metal pierde electrones y el del no metal los gane.
Otros ejemplos: KCl (cloruro de potasio), CaCl2 (cloruro de calcio).

## Formas
Las sustancias iónicas forman redes cristalinas en estado sólido debido a la forma en la que se acomodan las moléculas del compuesto. Esto provoca que sean sólidos frágiles (no se pueden deformar, sólo fracturar). Para su representación se utiliza la fórmula mínima.
En disoluciones acuosas, los compuestos iónicos se separan en cationes y aniones (ver electrolito) ocurre una disociación electrolítica, donde el agua se convierte en conductora de electricidad debido al flujo de iones en presencia de un campo eléctrico.